# Integrală de suprafață
În analiza matematică, în special în cea cu variabile multiple⁠(d), o integrală de suprafață este o generalizare a integralelor multiple la integrarea pe suprafețe. Prin analogie, poate fi considerată o integrală dublă a integralei curbilinii. Pe o suprafață se poate integra un câmp scalar (adică o funcție de poziție care returnează ca valoare un scalar), sau un câmp vectorial (adică o funcție care returnează ca valoare un vector). Dacă o regiune R nu este plată, atunci se spune că este o suprafață, așa cum se vede în imagine.
Integralele de suprafață au aplicații în fizică, în special cu teoriile electrodinamicii.

## Integralele de suprafață ale câmpurilor scalare
Fie f un câmp scalar, vectorial sau tensorial definit pe o suprafață S.
Pentru a găsi o formulă explicită pentru integrala de suprafață a lui f peste S, trebuie să se parameterize S prin definirea unui sistem de coordonate curbilinii pe S, ca latitudinea și longitudinea pe o sferă. Fie o astfel de parametrizare r(s, t), unde (s, t)  variază într-o anumită regiune T în plan. Atunci integrala de suprafață este dată de
{\displaystyle \iint _{S}f\,\mathrm {d} S=\iint _{T}f(\mathbf {r} (s,t))\left\|{\partial \mathbf {r}  \over \partial s}\times {\partial \mathbf {r}  \over \partial t}\right\|\mathrm {d} s\,\mathrm {d} t}
unde expresia dintre barele din partea dreaptă este valoarea produsului vectorial al derivatelor parțiale ale lui r(s, t) și este cunoscută ca suprafața elementului infinitezimal. Integrala de suprafață poate fi exprimată și în forma echivalentă
{\displaystyle \iint _{S}f\,\mathrm {d} S=\iint _{T}f(\mathbf {r} (s,t)){\sqrt {g}}\,\mathrm {d} s\,\mathrm {d} t}
unde g este determinantul primei forme fundamentale a parametrizării suprafeței r(s, t).
De exemplu, dacă se cere aria suprafeței graficului unei funcții scalare, de exemplu z = f(x,  y), avem
{\displaystyle A=\iint _{S}\,\mathrm {d} S=\iint _{T}\left\|{\partial \mathbf {r}  \over \partial x}\times {\partial \mathbf {r}  \over \partial y}\right\|\mathrm {d} x\,\mathrm {d} y}
unde r = (x, y, z) = (x, y, f(x, y)).
Deoarece {\displaystyle {\partial \mathbf {r}  \over \partial x}=(1,0,f_{x}(x,y))}   și   {\displaystyle {\partial \mathbf {r}  \over \partial y}=(0,1,f_{y}(x,y))},
{\displaystyle {\begin{aligned}A&{}=\iint _{T}\left\|\left(1,0,{\partial f \over \partial x}\right)\times \left(0,1,{\partial f \over \partial y}\right)\right\|\mathrm {d} x\,\mathrm {d} y\\&{}=\iint _{T}\left\|\left(-{\partial f \over \partial x},-{\partial f \over \partial y},1\right)\right\|\mathrm {d} x\,\mathrm {d} y\\&{}=\iint _{T}{\sqrt {\left({\partial f \over \partial x}\right)^{2}+\left({\partial f \over \partial y}\right)^{2}+1}}\,\,\mathrm {d} x\,\mathrm {d} y\end{aligned}}}
care este formula standard a ariei suprafeței descrise astfel. Se poate recunoaște vectorul din penultima linie de mai sus ca vectorul normal la suprafață.
Datorită prezenței produsului vectorial, formulele de mai sus funcționează numai pentru suprafețe din spațiul tridimensional.
Aceasta poate fi văzută ca integrarea unei forme de volum riemanniene pe suprafața parametrizată, unde tensorul metric⁠(d) este dat de forma diferențială fundamentală de speța întâi a suprafeței.

## Integralele de suprafață ale câmpurilor vectoriale
| O suprafață curbă {\displaystyle S} cu un câmp vectorial {\displaystyle \mathbf {F} } care trece prin ea. Săgețile roșii (vectorii) reprezintă mărimea și direcția câmpului în diferite puncte de pe suprafață. |
| Suprafață divizată în elemente mici {\displaystyle dS=du\,dv} printr-o parametrizare a suprafeței {\displaystyle [u(\mathbf {x} ),v(\mathbf {x} )]} |
| Fluxul prin fiecare element este egal cu componenta normală (perpendiculară) a câmpului {\displaystyle F_{n}(\mathbf {x} )=F(\mathbf {x} )\cos \theta } din fiecare element {\displaystyle \mathbf {x} } înmulțită cu aria {\displaystyle dS}. Componenta normală este egală cu produsul scalar al lui {\displaystyle \mathbf {F} (\mathbf {x} )} cu versorul normal {\displaystyle \mathbf {n} (\mathbf {x} )} (săgeata albastră) |
| Fluxul total prin suprafață este obținut prin adunarea {\displaystyle \mathbf {F} \cdot \mathbf {n} \;dS} pentru fiecare element. La limită, pe măsură ce elementele devin infinitezimal de mici, aceasta este integrala de suprafață {\displaystyle \int _{S}\mathbf {F\cdot n} \;dS} |

Fie un câmp vectorial v pe o suprafață S, adică pentru fiecare r = (x, y, z) din S, v(r) este un vector.
Integrala lui v pe S a fost definită în secțiunea anterioară. Presupunând acum că se dorește să se integreze doar componenta normală a câmpului vectorial peste suprafață, rezultatul fiind un scalar, numit de obicei „flux” care trece prin suprafață. De exemplu, fie un fluid care curge prin S, astfel încât v(r) determină viteza fluidului la r. Fluxul este definit drept cantitatea de fluid care curge prin S în unitatea de timp.
Această ilustrație implică faptul că, dacă câmpul vectorial este tangent la S în fiecare punct, atunci fluxul este zero deoarece fluidul curge doar paralel cu S, nici înăuntru, nici în afară. Aceasta implică și că dacă v nu curge doar de-a lungul S, adică dacă v are atât o componentă tangențială, cât și una normală, atunci numai componenta normală contribuie la flux. Pe baza acestui raționament, pentru a găsi fluxul, trebuie luat produsul scalar al lui v cu versorul normal n la  S în fiecare punct, ceea ce va da un câmp scalar și se integrează câmpul obținut ca mai sus. Cu alte cuvinte, trebuie integrat v în raport cu elementul de suprafață vectorială {\displaystyle \mathrm {d} \mathbf {s} ={\mathbf {n} }\mathrm {d} s}, care este vectorul normal la S în punctul dat, a cărui mărime este {\displaystyle \mathrm {d} s=\|\mathrm {d} {\mathbf {s} }\|.}
Se obține relația
{\displaystyle {\begin{aligned}\iint _{S}{\mathbf {v} }\cdot \mathrm {d} {\mathbf {s} }&=\iint _{S}\left({\mathbf {v} }\cdot {\mathbf {n} }\right)\,\mathrm {d} s\\&{}=\iint _{T}\left({\mathbf {v} }(\mathbf {r} (s,t))\cdot {{\frac {\partial \mathbf {r} }{\partial s}}\times {\frac {\partial \mathbf {r} }{\partial t}} \over \left\|{\frac {\partial \mathbf {r} }{\partial s}}\times {\frac {\partial \mathbf {r} }{\partial t}}\right\|}\right)\left\|{\frac {\partial \mathbf {r} }{\partial s}}\times {\frac {\partial \mathbf {r} }{\partial t}}\right\|\mathrm {d} s\,\mathrm {d} t\\&{}=\iint _{T}{\mathbf {v} }(\mathbf {r} (s,t))\cdot \left({\frac {\partial \mathbf {r} }{\partial s}}\times {\frac {\partial \mathbf {r} }{\partial t}}\right)\mathrm {d} s\,\mathrm {d} t.\end{aligned}}}
Produsul vectorial din partea dreaptă a acestei expresii este normal la suprafața (nu neapărat unitate) determinată de parametrizare. Această formulă definește integrala din stânga.
Se poate interpreta asta ca un caz particular de integrare de speța a 2-a, în care se identifică câmpul vectorial cu o formă de speța întâi și apoi se integrează dualul Hodge⁠(d) pe suprafață. Acest lucru este echivalent cu integrarea {\displaystyle \left\langle \mathbf {v} ,\mathbf {n} \right\rangle \mathrm {d} S} peste suprafața imersă, unde {\displaystyle \mathrm {d} S} este volumul indus de suprafață, obținut prin  înmulțirea interioară⁠(d) a metricii riemaninene a spațiului ambiant cu direcția normală la suprafață.

## Integrale de suprafață ale formelor diferențiale de speța a doua
Fie
{\displaystyle f=f_{z}\,\mathrm {d} x\wedge \mathrm {d} y+f_{x}\,\mathrm {d} y\wedge \mathrm {d} z+f_{y}\,\mathrm {d} z\wedge \mathrm {d} x}
o formă diferențială⁠(d) de speța a 2-a definită pe suprafața S, și fie
{\displaystyle \mathbf {r} (s,t)=(x(s,t),y(s,t),z(s,t))}
o parametrizare care conservă orientarea lui S cu {\displaystyle (s,t)} în D. Schimbând coordonatele de la {\displaystyle (x,y)} la {\displaystyle (s,t)}, formele diferențiale se transformă astfel:
{\displaystyle \mathrm {d} x={\frac {\partial x}{\partial s}}\mathrm {d} s+{\frac {\partial x}{\partial t}}\mathrm {d} t}
{\displaystyle \mathrm {d} y={\frac {\partial y}{\partial s}}\mathrm {d} s+{\frac {\partial y}{\partial t}}\mathrm {d} t}
Deci {\displaystyle \mathrm {d} x\wedge \mathrm {d} y} se transformă în {\displaystyle {\frac {\partial (x,y)}{\partial (s,t)}}\mathrm {d} s\wedge \mathrm {d} t}, unde {\displaystyle {\frac {\partial (x,y)}{\partial (s,t)}}} este determinantul matricei jacobieane⁠(d) a funcției de tranziție de la {\displaystyle (s,t)} la {\displaystyle (x,y)}. Transformarea celorlalte forme este similară.
Atunci, integrala de suprafață a lui f pe S este dată de
{\displaystyle \iint _{D}\left[f_{z}(\mathbf {r} (s,t)){\frac {\partial (x,y)}{\partial (s,t)}}+f_{x}(\mathbf {r} (s,t)){\frac {\partial (y,z)}{\partial (s,t)}}+f_{y}(\mathbf {r} (s,t)){\frac {\partial (z,x)}{\partial (s,t)}}\right]\,\mathrm {d} s\,\mathrm {d} t}
unde
{\displaystyle {\partial \mathbf {r}  \over \partial s}\times {\partial \mathbf {r}  \over \partial t}=\left({\frac {\partial (y,z)}{\partial (s,t)}},{\frac {\partial (z,x)}{\partial (s,t)}},{\frac {\partial (x,y)}{\partial (s,t)}}\right)}
este normala la suprafața elementului din S.
Se observă că integrala de suprafață a acestei forme de speța a 2-a este aceeași cu integrala de suprafață a câmpului vectorial care are drept componente {\displaystyle f_{x}}, {\displaystyle f_{y}} și {\displaystyle f_{z}}.